# Pievebovigliana
Pievebovigliana település Olaszországban, Marche régióban, Macerata megyében. Lakosainak száma 844 fő (2017. január 1.). Pievebovigliana Camerino, Fiastra, Fiordimonte, Muccia, Pieve Torina, Caldarola és Cessapalombo községekkel határos.

## Népesség
A település lakossága az elmúlt években az alábbi módon változott:

| 2017 | 844 |